# Jurinia smithi
Jurinia smithi là một loài ruồi trong họ Tachinidae.